# 布雷什河
布雷什河（法語：Brêche，亦作，法語發音：[bʁɛʃ] ⓘ）是法国上法蘭西大區瓦兹省的河流，是瓦兹河的右支流，长45.5千米，发源自布雷什河畔勒伊，于维莱圣保罗流入瓦兹河。